# Premios Mallorca
Los Premios Mallorca a la creación literaria son unos Premios literarios impulsados por el Consejo Insular de Mallorca en España. Se otorgan en las modalidades de narrativa y poesía. Desde el año 2008, también de literatura juvenil. Tienen una alta dotación económica. En su primera edición, en el año 2005, estuvieron rodeados de cierta polémica porque el jurado decidió declarar desierto el Premio de narrativa en lo que era el Premio de literatura en lengua catalana mejor dotado (60.000 €).En el mismo acto de entrega, también se otorga desde el año 2007, el Premio Teatro Principal de Textos Dramáticos. En la edición del año 2011, se anunció que se suprimiría la dotación económica de los Premios a las siguientes ediciones. Sin embargo, en el año 2016, se retomó la convocatoria de los dos Premios de Narrativa y Poesía.La dotación total del certamen era de 60.000 € de los cuales 25.000 € eran para la obra ganadora de la modalidad de narrativa y 15.000 € para la vencedora de la modalidad de poesía. El resto de la dotación, 20.000 €, se destinaba, por un lado, la adquisición del nuevo galardón que se entregó a los premiados -una estatuilla de bronce, del escultor nacido en Felanich Jaume Mir (1915 - 2012), titulada La Balanguera, que llevaba grabada la letra del poema de Joan Alcover, cuya versión musicada era el himno de Mallorca- y por otro lado, la edición, la distribución y la promoción de las obras ganadoras. En el año 2017, se añadió el Premio en la categoría de ensayo. En el año 2018, el Premio de dramaturgia. Al año siguiente, se creó el Premio de Fotografía Contemporánea que se otorga a un proyecto de 15 fotografías como mínimo. Finalmente, en el año 2020, se incorporó la modalidad de literatura infantil. Las modalidades literarias tenían en ese año la dotación de 25.000 € (narrativa) 19.000 € (ensayo), 15.000 € (poesía) 10.000 € (textos teatrales y literatura infantil), mientras que el Premio de fotografía era dotado con 7.000 €.

## Galardonados

### Narrativa
- 2005 Declarado desierto por el jurado
- 2006 Manuel Baixauli por L'home manuscrit (presentada bajo el seudónimo Etcètera)
- 2007 Ignasi Mora por Ulisses II
- 2008 Miquel de Palol por El testament d'Alcestis (presentada bajo el seudónimo L'illa dels morts)
- 2009 Rosa Maria Colom Bernat por La mort de l'escriptor
- 2010 Carles Sánchez Cardona por Contes des de l'illa Quàntica
- 2011 Isabel Olesti por La pell de l'aigua
- 2016 Albert Fargas por La primera vegada
- 2017 Pere Joan Martorell por La memòria de l'oracle
- 2018 desierto
- 2019 Miquel Esteve Valldepérez por L'avi Antoni, Rimbaud i el monument al general Prim
- 2020 desierto
- 2021 - Manuel Brugarolas Masllorens por El club de l'àngel
- 2022 - desert
- 2023 - Marta Grau por Deixa'm anar
- 2024 - Carlos Loreiro por Poeta poeta

### Poesía
- 2005 Manel Marí por No pas jo
- 2006 Amadeu Vidal Bonafont por Crònica des de la banyera
- 2007 Jordi Julià Garriga por Planisferi lunar
- 2008 Bernat Nadal Nicolau por Oratori d'atricions
- 2009 Hèctor Bofill por El retorn dels titans
- 2010 Ricard Martínez Pinyol por La inspiració i el cadàver
- 2011 Pere Joan Martorell por Oracle
- 2016 Eva Baltasar por Invertida
- 2017 Josep Lluis Roig por La llum del curtcircuit
- 2018 Francesc Company por Animals a la carretera
- 2019 Mireia Calafell Obiol por Nosaltres, qui
- 2020 Marià Veloy por El quadern de l'espia

### Narrativa juvenil
- 2008 Gemma Pasqual por E=mc2
- 2009 Guillem Rosselló Bujosa por La casa de les escales
- 2010 Lluís Miret Pastor por PQPI Connection
- 2011 Jordi Ortiz por In absentia (Judici a la Terra)

### Ensayo
- 2017 desierto
- 2018 Maria Magdalena Gelabert por Antoni M. Alcover i les Dones
- 2019 Antoni Mas Forners por Llengua, terra, pàtria i nació. L’evolució de la consciència lingüística i etnocultural entre els cristians de l’illa de Mallorca (s. XIV-XVII)
- 2020 Pau Tomàs Ramis, por Els mallorquins a l'Olimpíada que no fou

### Textos teatrales
- 2018 Sadurní Vergés por Els ulls dels Altres
- 2019 Paco Romeu por Uns altres temps
- 2020 Miquel Àngel Raió por Altres formes

### Literatura infantil
- 2020 Caterina Valriu y Toni Galmés (ilustración) por Mare, d'on venen els infants?

### Premio Mallorca de Fotografía Contemporánea
- 2019 Federico Clavarino, por el proyecto Ghost Stories
- 2020 Paula Anta, por el proyecto Khamekaye